# Desensitized (álbum)
Desensitized es el segundo álbum de estudio de la banda de rock Drowning Pool. Fue su primer álbum después de la muerte del vocalista Dave Williams, así como el primer y único grabado con Jason 'Gong' Jones como vocalista.
El álbum marcó un cambio ligero pero reconocible en la imagen de la banda, tan notable por su diseño de la cubierta, así como su estilo musical, debido al canto de Jones. En lugar de presentar actitudes y letras antisociales, y oscuras, Drowning Pool se desplazó a un estilo de rockstar vanidoso. La portada del álbum Desensitized tiene a la estrella porno Jesse Jane.

## Lista de canciones
| N.º | Título             | Duración |  |
| 1.  | «Think»            | 3:32     |  |
| 2.  | «Step Up»          | 3:17     |  |
| 3.  | «Numb»             | 3:31     |  |
| 4.  | «This Life»        | 3:44     |  |
| 5.  | «Nothingness»      | 3:25     |  |
| 6.  | «Bringing Me Down» | 3:08     |  |
| 7.  | «Love and War»     | 3:39     |  |
| 8.  | «Forget»           | 3:23     |  |
| 9.  | «Cast Me Aside»    | 4:13     |  |
| 10. | «Killin' Me»       | 3:08     |  |
| 11. | «Hate»             | 3:42     |  |

## Personal
1. Jason 'Gong' Jones- voz
2. C. J. Pierce - guitarra rítmica
3. Stevie Benton - Bajo
4. Mike Luce - batería